# Asociația Națională a Agențiilor de Turism
ANAT (Asociația Națională a Agențiilor de Turism) este asociația patronală a agențiilor de turism din România, cărora le reprezintă interesele profesionale la nivel național, european și internațional. Asociația are ca membri activi circa 300 de agenții de turism, cele mai importante din țară, ce cumulează peste 80% din vânzările pachetelor de turism și călătorie, estimate la aproape 1 miliard de euro anual și au împreună circa 5000 de angajați.
Patronatul ANAT are de asemenea membri asociați, respectiv birouri naționale sau regionale de promovare a turismului, companii aeriene și de transport, companii rent-a-car, hoteluri și restaurante, edituri, sisteme de rezervări, asigurători, prestatori de servicii medicale, fundații/asociații cu activitate în turism din România și din străinătate.

## Conducere
Echipa de conducere (Consiliul Director, Biroul Executiv și Președintele) este aleasă de către membrii activi la fiecare doi ani. Din actuala echipă, aleasă în aprilie 2024, fac parte: Alin Burcea – președinte, Aurelian Marin - prim vicepreședinte, Adrian Voican, Lucian Boronea și Dan Goicea – vicepreședinți. 
Echipa executivă este coordonată de către Alexandra Arsene iar purtător de cuvânt este Traian Bădulescu. 

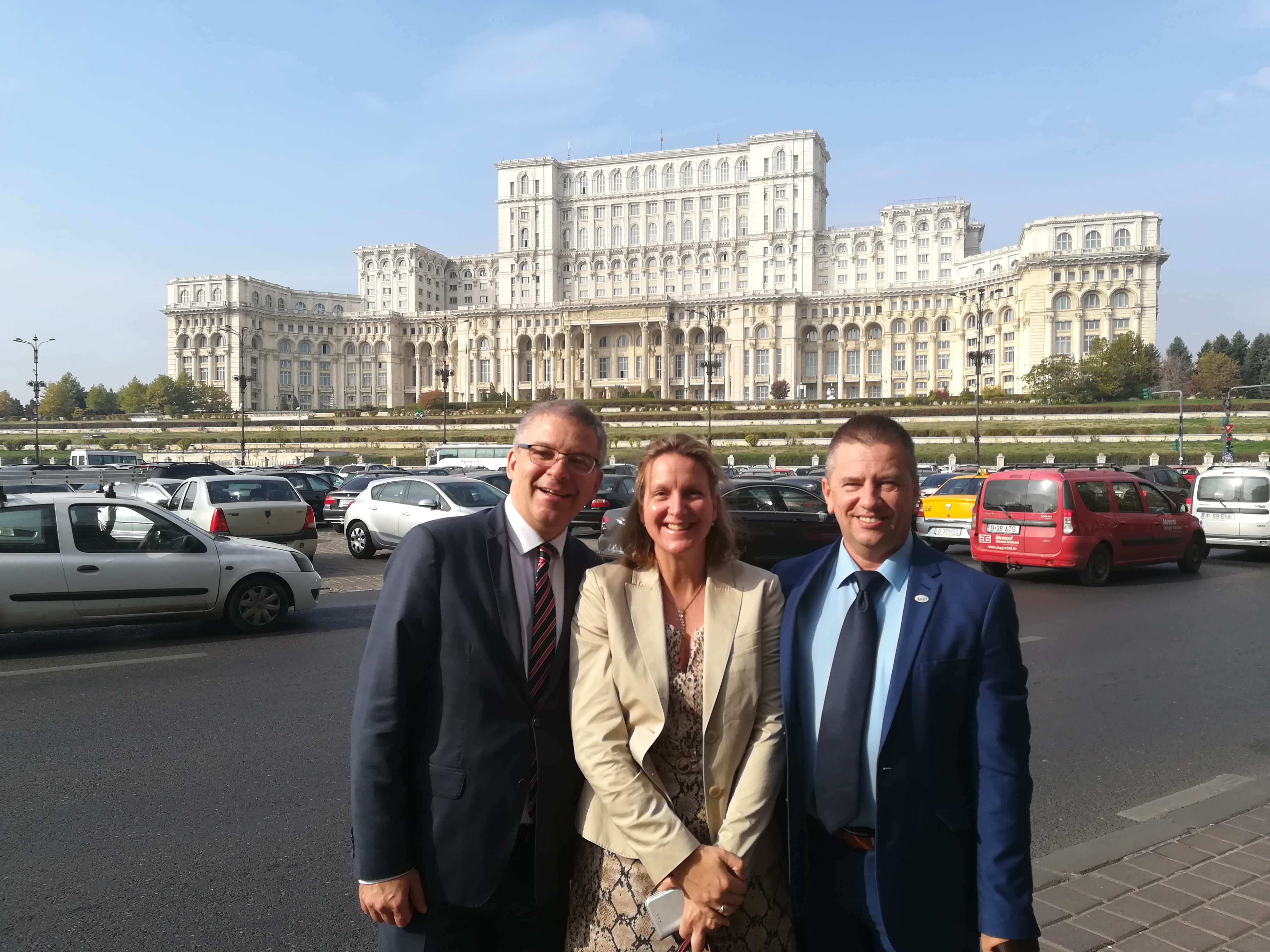
Dumitru Luca, fost președinte ANAT (2020-2024), alături de Pawel Niewiadomski, președintele ECTAA (stânga) și de Christina Russe, secretar general adjunct al ECTAA.

## Istoric
ANAT a fost înființată pe 24 septembrie 1990, la inițiativa a 27 de agenții. Din 2001, prin Hotărârea Guvernului nr. 1.195, ANAT este recunoscută ca fiind de utilitate publică, iar din 2005 este patronat.

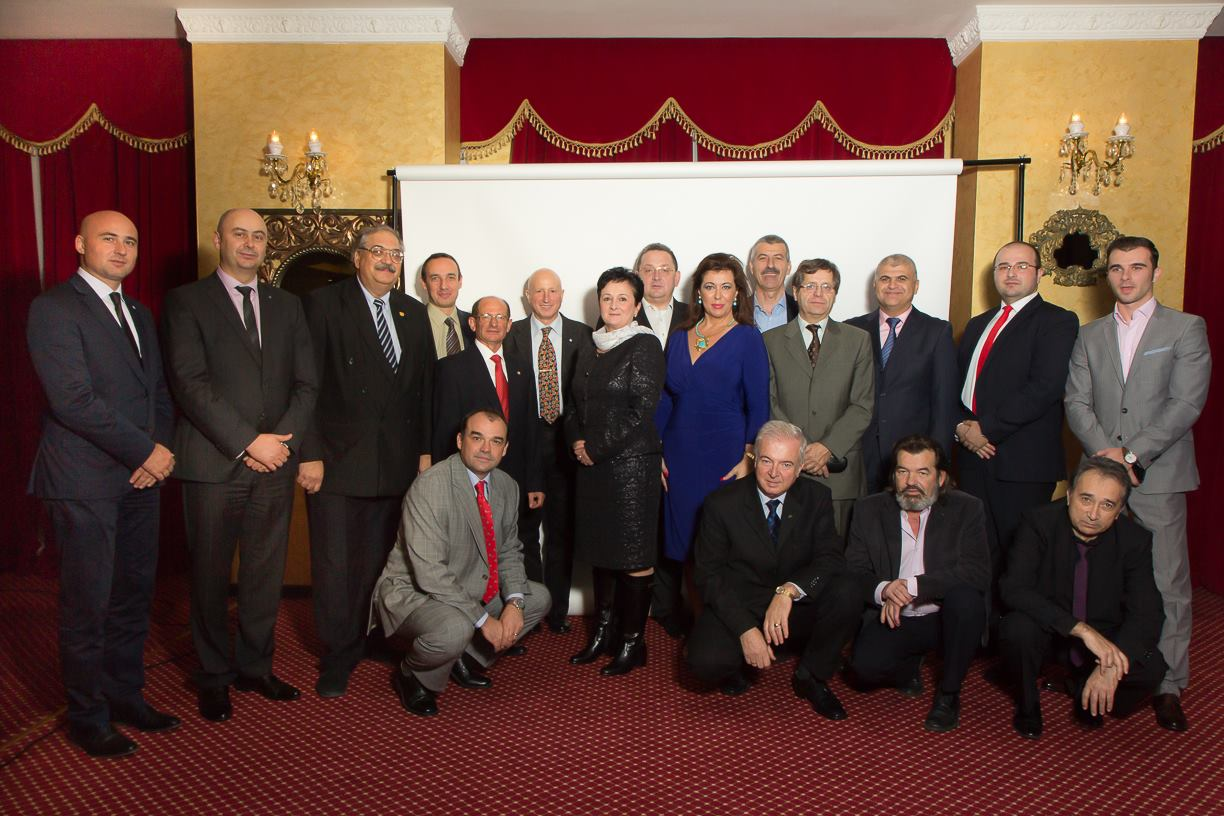
Echipa de conducere a ANAT din 2015

ANAT este structurat teritorial în consilii regionale, conduse de câte un președinte care este membru de drept al Consiliului Director. Activitatea curentă se desfășoară în mai multe comisii de specialitate și grupuri de lucru structurate pe domenii de interes, coordonate de câte un membru al Consiliului Director.
Întrucât forța de muncă a reprezentat întotdeauna principala resursă în domeniu, asociația a derulat cursuri de ticketing pentru agenți de turism, la care gradul de promovabilitate a fost întotdeauna foarte mare, peste media internațională (în 2005, România s-a situat pe locul 1 în lume). De asemenea, ANAT a organizat cursuri de ghizi de turism, în colaborare cu Asociația Națională a Ghizilor și cu THR – CG. 

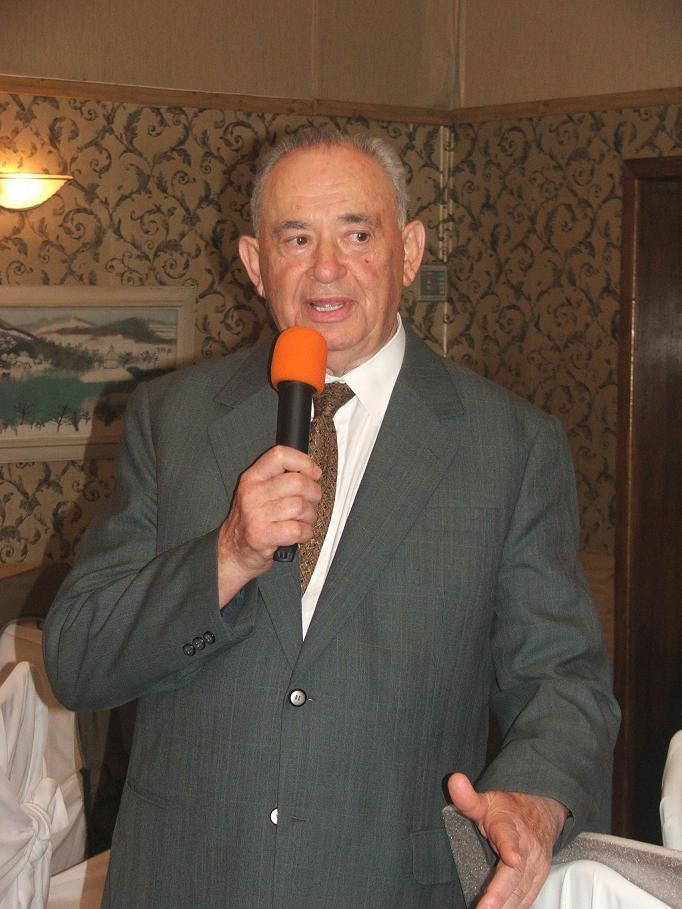
Marcel Bădescu, președinte de onoare ANAT (2002 - 2013)

Periodic ANAT organizează seminarii de specialitate pentru membrii săi, pe temele de larg interes: legislație, fiscalitate, fonduri europene, tehnologie și inovație. În 2007 s-a înființat ANAT Training Center – o adevărată școală de perfecționare profesională.
În perioada 1999 - 2009, respectiv din 2012, ANAT este inițiator și coorganizator al târgurilor de turism de la ROMEXPO, iar în 2010-2011 a organizat propriile târguri la Palatul Parlamentului – Holiday Market și Winter Holiday. Din 2007, ANAT a dezvoltat conceptul de târguri regionale de turism: Transylvania Tourism Fair Brașov, Târgul de Turism Vacanța Timișoara, Târgul de Turism Vacanța Iași, Târgul de Turism Vacanța Constanța, Târgul de Turism Vacanța Bacău, Târgul de Vacanțe Cluj Napoca 
Începând cu 1994, ANAT a publicat un catalog anual, cu adresele și reperele tuturor membrilor. De asemenea, în perioada 2003 – 2015 a editat revista lunară “ANAT Media”. 
Din 2006, ANAT este membru al Federației Asociațiilor Agențiilor de Turism și Touroperatorilor din Comunitatea Europeană (ECTAA), o dată cu aderarea României la Uniunea Europeană (din 1999 fiind membru afiliat). ANAT a organizat la București două reuniuni semianuale ECTAA, prima fiind în 2002 și a doua în 2007. 
În anul 2016 ANAT s-a afiliat la Consiliul Național al Întreprinderilor Private Mici și Mijlocii din România (CNIPMMR), cea mai importantă confederație patronală pentru IMM-uri la nivel național, în structura de conducere a căruia a deținut funcția de vicepreședinte pentru turism și servicii, prin Lucia Morariu în perioada 2016-2020 și o deține prin Dumitru Luca din 2020 și până în prezent.
ANAT este membru fondator (din 2020) al Alianței pentru Turism (APT), structură ce reunește peste 20 de patronate, asociații profesionale și de promovare din turism și HoReCa; este reprezentat permanent în Consiliul Director al acesteia și a deținut, prin Dumitru Luca, primul mandat al Președinției rotative a APT (iulie – decembrie 2020). Din februarie 2023, Dumitru Luca, în calitate de președinte ANAT, a preluat pentru a doua oară mandatul de președinte al APT, pentru 6 luni.
ANAT a stat la baza înființării unora dintre celor mai puternice asociații regionale de promovare turistică, precum Litoral - Delta Dunării și Valea Prahovei.
ANAT a fost în întreaga perioadă a existenței sale un partener avizat de dialog al autorităților publice centrale și locale pe teme ce țin de turism ca ramură a economiei naționale cu cel mai însemnat potențial de dezvoltare. Trei reprezentanți ai membrilor ANAT au fost numiți, în diferite perioade, secretari de stat în ministerele ce au avut în portofoliu turismul, având ocazia să implementeze unele proiecte născute în Asociație: Alin Burcea în perioada 2000-2002, Lucia Morariu în perioada 2007-2008 și Cristian Bărhălescu în 2012.
Acțiunile de lobby ale ANAT s-au concretizat de mai multe ori, un exemplu fiind Legea Tichetelor de Vacanță, pusă în practică în 2009, precum și reluarea recentă a acordării voucherelor de vacanță. De asemenea, ANAT a inițiat, tot în 2009, campania « Înscrieri timpurii», care s-a bucurat de un real succes.
Din 2009, ANAT a pus mai mult accent pe comunicare și pe educația turistică. De un mare succes s-au bucurat Caravana ANAT precum si Campania de educare derulată de agențiile de turism: "Alege agenția de turism - Călătorește cu ANAT". 
O dată cu izbucnirea pandemiei covid-19, ANAT a militat activ pentru identificarea soluțiilor menite să aducă un echilibru între respectarea drepturilor călătorilor afectați de restricționarea circulației turistice și sprijinirea industriei turistice afectate de măsurile adoptate, în vederea reducerii impactului pandemiei, pentru salvarea ei de la colaps și implicit a locurilor de muncă ale angajaților din acest sector.

## Realizări ANAT
Pe plan legislativ
1.	Ordonanța de urgență nr. 8/2009 privind acordarea voucherelor de vacanță
2.	Ordonanța de urgență nr. 28/1999 privind obligația operatorilor economici de a utiliza aparate de marcat electronice fiscal, prin care agențiile de turism au fost exceptate de la obligația de a deține case de marcat și respectiv de a emite bon fiscal.
3.	Ordinul 516/2005 pentru aprobarea contractului-cadru de comercializare a pachetelor de servicii turistice
4.	Ordinul nr. 129/2013 pentru aprobarea modelului de documentație de atribuire standard privind încheierea acordului-cadru pentru servicii de transport Aerian
5.	Ordinul 65/2013 pentru aprobarea normelor metodologice privind eliberarea certificatelor de clasificare a structurilor de primire turistice cu funcțiuni de cazare și alimentație publică, a licențelor și brevetelor de turism
6.	Prevederile din noul Cod Fiscal privind aplicarea regimului normal la agențiile de turism.
7.	Încheierea Protocolului ANAT-ANT-ANPC privind contractul cadru cu turistul.
8.	Ordonanța de urgență nr. 224/2020 privind unele măsuri pentru acordarea de sprijin financiar pentru întreprinderile din domeniul turismului, alimentației publice și organizării de evenimente, a căror activitate a fost afectată în contextul pandemiei de COVID-19.
Campanii
ANAT a derulat numeroase campanii inovatoare, ca de exemplu „Vacanță în țara mea”, cu un concept de promovare diferit de cele derulate din bugetele administrate de autoritățile centrale și anume integrat, predictibil, cu efecte măsurabile, testat la nivelul diferitelor destinații și organizații din turism, care acoperă întreaga perioadă a unui an, repetându-se anual, și care sintetizează cele mai performante promoții de vânzări ale întregii industrii turistice din România.
„Vacanța în țara mea” este un program-umbrelă, care prin subprogramele pe care le cuprinde, stimulează dorința românilor de a călători în țara lor, în destinații dintre cele mai diverse, atât în scop de relaxare, cât și în scop terapeutic sau de cunoaștere.
Iată câteva dintre acestea:
•	Înscrieri Timpurii, program lansat la nivel național la debutul anului turistic 2009 cu ediția de vară și iarnă.
•	„Mini-prețuri de vacanță”, program ce se derulează în extra-sezon sau în capetele de sezon pentru balneo, litoral, munte;
•	„Decada balneară”, program ce creează posibilitatea de a se practica terapii în cadrul unor factori naturali de cură;
•	“O săptămână de refacere”, program ce se desfășoară în două ediții anuale și oferă unei categorii foarte largi de turiști ocazia de a se bucura de cele mai mici prețuri de vacanță, în perioadele de extra-sezon;
•	“Litoralul pentru toți”, program ce se derulează în două ediții anuale, prin intermediul cărora turiștii pot beneficia de 6 nopți la mare, la cele mai mici prețuri;
•	“O săptămână la munte”, program care oferă unei categorii foarte largi de turiști ocazia de a se bucura de cele mai mici prețuri de vacanță, în zonele montane;
•	“Zile gratuite de vacanță”, program în două ediții care urmărește comercializarea pachetelor de servicii turistice, în special în perioadele de intersezon;
•	Mini-vacanțe speciale de evenimente prilejuite de sărbătorile religioase sau civile: Paști, 1 Mai, Rusalii, Sfânta Maria, Ziua Națională a României, Crăciun, Sfântul Andrei, Revelion, etc.
ANAT este cea mai puternică voce a agențiilor de turism din România. Membrii ANAT beneficiază de o asociație puternică și serioasă, precum și de puterea secolului 21: INFORMAȚIA.

## Înființarea Asociației Naționale a Agențiilor Particulare de Turism din România
1. Sentința civilă 2078/24.09.1990; 
2. Modificarea denumirii asociației în Asociația Națională a Agențiilor de Turism din România – Sentința civilă din 27.06.1991
3.Transformarea ANAT în Patronatul ANAT – Sentința din 10.02.2006 
Comitetul de inițiativă (AG de consituire a Asociației Naționale a Agențiilor Particulare de Turism din România – 25.08.1990): Burcea Alin - Paralela 45, București, Găină Cornel - Simpaturism – Nouvelles Frontieres, București, Cojocărescu Ioan - Mara Tours & Travel, București, Mateescu Valentin - Gerotour, București, Pârvulescu Constantin – Romned Consilia, Georgescu Iulian - consilier juridic Ministerul Turismului 
Președinți ANAT 
1.	Alin Burcea	1990-1993, 2016-2018 și din 2024,.	Cornel Găină	1993-1998 și 2000-2004
3.	Marcel Bădescu	1998-2000
4.	Lucia Morariu	2004-2006 și 2013-2015
5.	Gheorghe Fodoreanu	2006-2007
6. 	Dragoș Anastasiu	2007-2009
7.	Corina Martin	2009-2013
8.	Aurelian Marin	2015-2016
9.	Nicolae Demetriade	2018-2020
10.	Dumitru Luca	2020 - 2024. 
Președinte de onoare a fost Marcel Bădescu – numit în anul 2002 și dispărut dintre noi în 2013. 
Secretari generali: Constantin Pârvulescu (1990-1996), Andrei Robotin (1996–2005), Mircea Drăghici (2005-2006), Maria Sălcianu (2006-2007), Carmen Botez (2007-2010), Ioana Dobrescu (2010 –2011), Elena Miron (2011-2013), Liviu Moraru (2013-2018), Raluca Alexandrescu (2018-2019).
Purtător de cuvânt: Traian Bădulescu (2004 – 2010, 2020 – în prezent).